# شپارسباخ
شپارسباخ (به فرانسوی: Sparsbach) یک کمون در فرانسه با جمعیت ۲۵۲ نفر است که در Canton of La Petite-Pierre واقع شده‌است.